# شورانگیز (ساز)

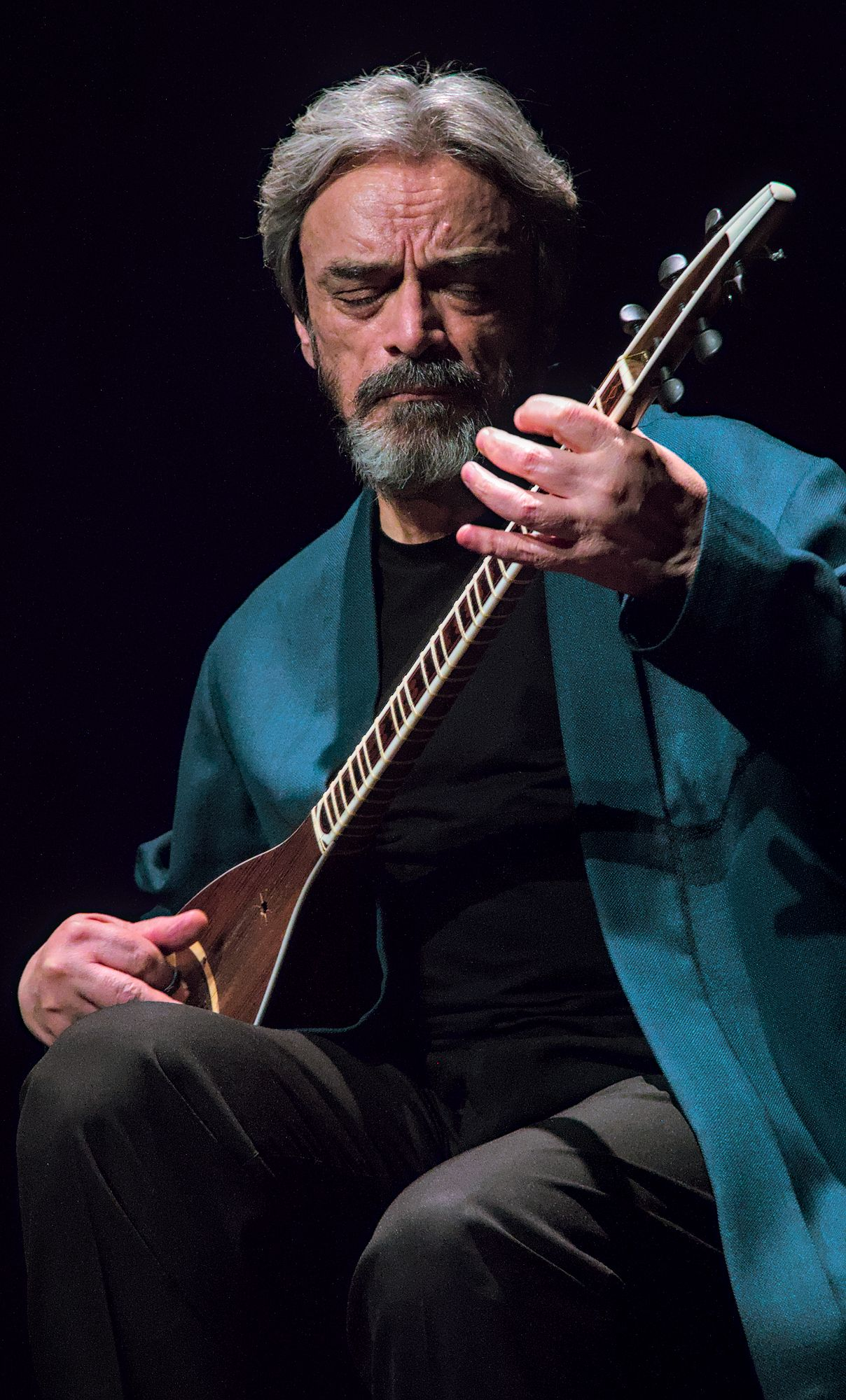
ساز شورانگیز در دستان حسین علیزاده، اردیبهشت ۱۴۰۴

شورانگیز، ‌سازی زهی مضرابی و تلفیقی از سه‌تار، تار و تنبور است که سال‌ها پیش برای اولین بار به پیشنهاد علی تجویدی و توسط ابراهیم قنبری مهر ساخته شده بود.
شیوهٔ نواختن این ساز در اصل برگرفته از سه‌تار است گرچه خصیصه‌های صوتیِ آن در بعضی موارد تفاوت‌های اساسی دارد. به عنوان مثال، طنینِ بیشترِ شورانگیز به خاطرِ استفاده از کاسهٔ تنبور است که صفحهٔ آن علاوه بر چوب، از پوست هم بهره می‌برد.
صدای شورانگیز کمی بم تر از سه‌تار معمولی است.
شورانگیز دارای شش سیم (دو سیم اول و دوم به صورت جفت بسته شده) و ۲۴ پرده است. حوزهٔ صدایی شورانگیز از دو (نت موسیقی) تا می(نت موسیقی) کرن می‌باشد و از لحاظ طول ارتعاش نیز متفاوت از تار و سه تار و طولانی‌تر از آنهاست. به این ترتیب که طولِ کاسه ۳۶ سانتی‌متر و طول دسته از محل اتصال تا شیطانک حدود ۴۱ سانتی‌متر می‌باشد.
حسین علیزاده در تعدادی از آثارش مانند ماه و مه، باده تویی، نوای نور و… از این ساز استفاده کرده‌است.
شورانگیز یک تکنیک از ابداعات ابراهیم قنبری مهر در تولید سازهای زهی می‌باشد. اصل ترکیب پوست و چوب در قسمتی از صفحه روی (منطقهٔ خرک) پایه این تکنیک می‌باشد. مشخصهٔ اصلی صدای این ساز حجم زیادتر و پر طنین تر در مقایسه با سازهای مشابه هم خانواده آن می‌باشد. پوست مورد استفاده در انواع شورانگیز نسبتاً ضخیم می‌باشد و در مقابل رطوبت حساسیت کمتری نسبت به پوست تار دارد.